# Ton That Tung

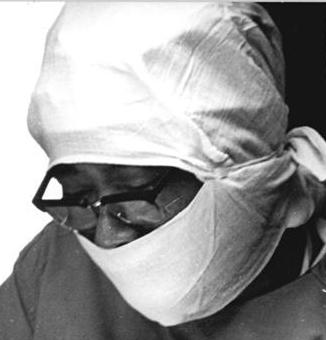
Ton That Tung bei einer Operation in Leipzig

Ton That Tung (vietnamesisch Tôn Thất Tùng, * 10. Mai 1912 in Thanh Hóa; † 7. Mai 1982 in Hanoi) war ein vietnamesischer Leberchirurg. Er war Hochschullehrer an der Medizinischen Hochschule von Hanoi, stellvertretender Gesundheitsminister der Demokratischen Republik Vietnam und Direktor des Phu-Doan-Krankenhauses in Hanoi. Bekannt wurde er wegen seiner Technik der Parenchym-Durchtrennung.

## Ausbildung und Laufbahn
Als Mitglied einer Adelsfamilie wurde Ton That Tung in Thanh Hoa geboren und besuchte ab 1931 in Hanoi das Lycée du Protectorat und ab 1935 die dortige Medizinische Hochschule. Bis dahin galt die Regel, dass einheimische Studenten lediglich Prüfungen für den ambulanten, jedoch nicht für den stationären Bereich ablegen konnten. Er setzte sich bei der französischen Kolonialregierung dafür ein, dass es auch für Einheimische eine Zulassungsprozedur für die stationäre Behandlung geben sollte, und wurde der erste vietnamesische Student, der diese erfolgreich durchlief. Er arbeitete intensiv mit den französischen Chirurgen Jacques Meyer May und Pierre Huard zusammen. Seine Dissertation schrieb er zum Thema der Leberanatomie. Hierfür bekam er eine Silbermedaille der Universität von Paris, mit der die medizinische Hochschule von Hanoi verbunden war. Nach dem Zweiten Weltkrieg war er bei der medizinischen Behandlung Ho Chi Minhs beteiligt und war Mitglied der Viet Minh. Er war Professor an der Universität von Hanoi bis zu seinem Tod durch einen Herzinfarkt 1982.

## Bedeutung für die Chirurgie
In seiner Doktorarbeit La Vascularisation Veineuse du Foie et ses Applications aux Résections et Lobectomies Hépatiques beschrieb Ton That Tung die systematischen Ergebnisse aus den anatomischen Untersuchungen von mindestens 200 menschlichen Lebern, die er persönlich durchgeführt hatte. Er benutzte bei diesen Untersuchungen eine Technik, die bis dahin noch nie beschrieben worden war, wobei er die Gefäßstrukturen und das Parenchym mit einer feinen Pinzette separierte. Im Jahre 1939 führte er eine linksseitige Lobektomie durch, die seit William Keen die zweite veröffentlichte anatomische Leberresektion war. Mit seinen anatomischen Kenntnissen führte er eine große Zahl an Leberoperationen durch und veröffentlichte seine Techniken erstmals im Jahre 1963. Pfeiler seiner chirurgischen Strategie waren Unterkühlung der Patienten, Unterbrechung des Blutflusses und Verschluss der relevanten Gefäße innerhalb des Leberparenchyms. Insbesondere die Gefäßdarstellung im Parenchym war innovativ und wird in der Literatur mit seinem Namen verbunden. Bahnbrechend war ebenfalls seine Technik der Parenchymdurchtrennung, die er durch Druck zwischen Daumen und Zeigefinger durchführte. Diese Technik wurde bekannt als Digitoklasie (franz. Digitoclasie) oder im Englischen Finger fracture technique.

## Ehrungen
Ton That Tung erhielt mehrere Stipendien, unter anderem von der DDR und von der französischen Académie nationale de Chirurgie. In Hanoi wurde eine Straße nach ihm benannt.
Zu seinem 110. Geburtstag wurde er von der Suchmaschine Google mit einem Doodle geehrt.